# Stresow
Stresow è un ex-comune tedesco situato nel land della Sassonia-Anhalt, dal 1º gennaio 2010 fa parte del comune di Möckern.